# Худиевцы
Худиевцы (укр. Худіївці) — село в Борщёвской городской общине Чортковского района Тернопольской области Украины.
До 2020 года входило в Борщёвский район.

## Географическое положение
Село Худиевцы находится на берегах реки Ничлава,
выше по течению на расстоянии в 0,5 км расположено село Шишковцы,
ниже по течению на расстоянии в 1 км расположено село Бабинцы.

## История
- 1525 год — первое упоминание о селе.

В июле 1995 года Кабинет министров Украины утвердил решение о приватизации находившегося здесь совхоза.
Население по переписи 2001 года составляло 343 человека.

## Объекты социальной сферы
- Школа I ст.
- Клуб.
- Фельдшерско-акушерский пункт.

## Достопримечательности
- Братская могила советских воинов.